# Phêrô Nguyễn Văn Hùng
Phêrô Nguyễn Văn Hùng (sau Peter Nguyễn Văn Hùng; n. 21 noiembrie 1958, Vietnamul de Sud) este un preot catolic vietnamez-australian și activist pentru drepturile omului din Taiwan. El a fost recunoscut de Departamentul de Stat al Statelor Unite drept „erou de acțiune pentru a pune capăt sclaviei moderne”.
Deși era implicat activ în lucrarea de caritate din dieceza sa catolică, ca misionar din 1988, reverendul Phêrô Nguyễn Văn Hùng s-a implicat și în combaterea traficului de persoane. În 1999, Taiwanul a semnat un tratat cu Vietnamul, prin care s-a formalizat un flux de muncitori din Vietnam în Taiwan. Până în 2005, în Taiwan trăiau deja aproximativ 200.000 de vietnamezi. Acești imigranți au avut foarte puțină protecție (sau chiar deloc). Hùng s-a implicat efectiv în activitatea de combatere a traficului de persoane încă din 2001, când diverși membri ai clerului catolic au condus mai multe demonstrații pentru sensibilizarea autorităților taiwaneze în problema imigranților. În 2004, a fost înființat Vietnamese Migrant Workers and Brides Office (VMWBO) („Oficiul pentru Muncitori Migranți și Mirese din Vietnam”). Acesta are un centru cu mai multe adăposturi în care sunt găzduiți migranți, printre care lucrătorii persecutați, sau miresele care fug de abuzuri și oferă cursuri de limba mandarină, precum și consiliere. În Taiwan, practica importului de mirese din Vietnam încurajează traficul sexual, deoarece miresele sunt cumpărate de bărbați taiwanezi și suferă adesea îngrozitor, fiind sechestrate, bătute sau abuzate sexual.
Din 2004 până în 2006, reverendul Hùng a ajutat peste 2.000 de oameni să scape din condițiile sclaviei moderne. El a realizat parteneriate cu diverse ONG-uri, a urmărit cu fermitate urmărirea penală a traficanților de persoane și a ajutat la negocierea unor acorduri financiare în unele cazuri. Cu toate acestea, mai sunt multe de făcut în această problemă. În Taiwan încă mai sunt aproximativ 500.000 de muncitori migranți, din toată Asia de Sud-Est, iar practica de a cumpăra mirese nu a dispărut încă.